# Brandon Hicks
Pour les articles homonymes, voir Hicks.
Brandon Ryan Hicks, né le 14 septembre 1985 à Houston (Texas) aux États-Unis, est un joueur de deuxième but et d'arrêt-court des Giants de San Francisco de la Ligue majeure de baseball.

## Carrière

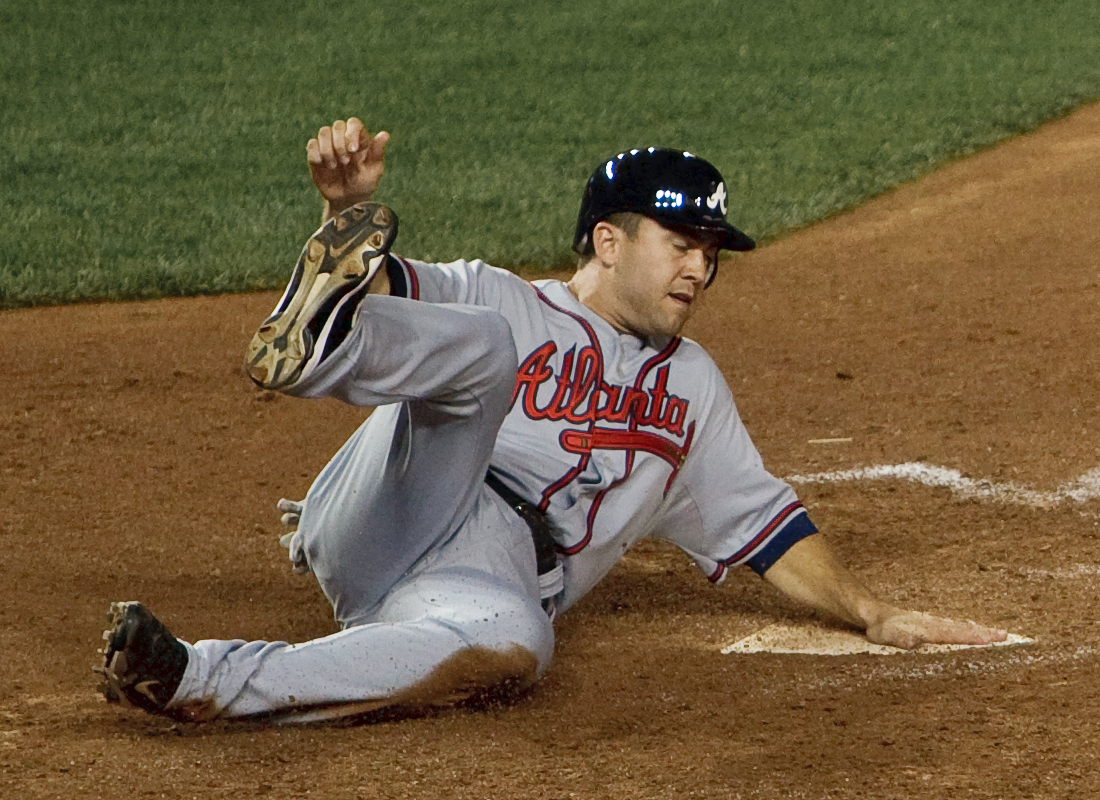
Brandon Hicks, des Braves d'Atlanta, glisse sauf au marbre durant un match à Washington le 5 mai 2010.

Joueur de l'Université Texas A&M, Brandon Hicks est le choix de troisième ronde des Braves d'Atlanta en 2007.
Reconnu pour ses qualités défensives à la position d'arrêt-court, Hicks capte l'attention de Bobby Cox au camp d'entraînement des Braves au printemps 2010. Rappelé des ligues mineures en mai 2010 après la blessure à l'arrêt-court régulier des Braves, Yunel Escobar, Hicks apparaît pour la première fois dans un match des majeures le 5 mai dans une partie des Braves contre les Nationals, à Washington. L'athlète de 24 ans est alors appelé dans la rencontre pour servir de coureur suppléant, et il marque un point. Il retourne aux mineures après une semaine et demie avec le club. Durant ce premier séjour dans les majeures, il ne cumule qu'une seule apparition au bâton mais croise le marbre à trois reprises après avoir été utilisé comme coureur suppléant.
En 2011, il n'apparaît que dans 17 parties des Braves d'Atlanta.
Le 13 mars 2012, Hicks est réclamé au ballottage par les Athletics d'Oakland. Il joue 22 matchs pour Oakland en 2012. Il frappe avec Oakland son premier coup de circuit dans les majeures le 18 juillet aux dépens du lanceur Michael Kirkman en neuvième manche d'un match contre les Rangers du Texas, pour faire gagner son équipe 4-3. Hicks frappe trois circuits et produit 7 points durant la saison.
Le 27 novembre 2012, les Athletics échangent Hicks aux Mets de New York. Il passe 2013 dans les ligues mineures uniquement, à jouer avec le club-école des Mets à Las Vegas.
Hicks rejoint les Giants de San Francisco en novembre 2013 et amorce la saison 2014 des Giants au poste de deuxième but, où il remplace Marco Scutaro, blessé.

## Statistiques
| Saison | Équipe  | G  | AB | R | H | 2B | 3B | HR | RBI | SB | BA   |
| ------ | ------- | -- | -- | - | - | -- | -- | -- | --- | -- | ---- |
| 2010   | Atlanta | 16 | 5  | 7 | 0 | 0  | 0  | 0  | 0   | 0  | .000 |
| Totaux | Totaux  | 16 | 5  | 7 | 0 | 0  | 0  | 0  | 0   | 0  | .000 |

Note : G = Matches joués ; AB = Passages au bâton; R = Points ; H = Coups sûrs ; 2B = Doubles ; 3B = Triples ; 
HR = Coup de circuit ; RBI = Points produits ; SB = Buts volés ; BA = Moyenne au bâton.